# Szárcsa (madár)
A szárcsa (Fulica atra) a madarak osztályának darualakúak (Gruiformes) rendjébe, a guvatfélék (Rallidae) családjába tartozó faj. Népi megnevezései: hóda, tikhódas, sárcsa, sárcza, szacskó.

## Előfordulása
Európában és Közép-Ázsiában költ, Afrikában, Dél-Ázsiában és Ausztráliában előfordul, illetve telel.
Sikvidéki tavakon él, a hegyvidéket kerüli.

## Megjelenése
Testhossza 36–38 centiméter, szárnyfesztávolsága 70–80 centiméter, tömege 600–1000 gramm.
Szeme világospiros, csőre és homloklemeze vakító fehér. Ez a homlokpajzs, ahol a bőr pikkelyesen szaruszerű, az ivari ciklusban megnagyobbodik. Lába ólomszínű, sarkánál pirosas sárgászöld. A tolla fekete. Ujjain bőrlebenyek vannak az úszás elősegítésére.
Jellegzetes "piksz-piksz" kiáltásairól és ugatásszerű hangjáról távolról felismerhető.

## Életmódja
Bukómadarakkal rivalizál, több méter mélyre is leúszik táplálékáért. Hosszas, csapkodó vízfelszíni nekifutással emelkedik a levegőbe, vonuló madár. A be nem fagyó tavaknál áttelel. Halastavakon komoly károkat okozhat a vízinövényzetben.
Vízi rovarokkal, halakkal, férgekkel és puhatestűekkel táplálkozik.

## Szaporodása
A vízre, nádasba nádból épített fészkében, 7-9 tojásán 21-24 napig kotlik. A fiókák fészekhagyók és kikelésük után nem sokkal követik anyjukat a vízbe.

## Védettsége
Magyarországon vadászható faj.

## Képek

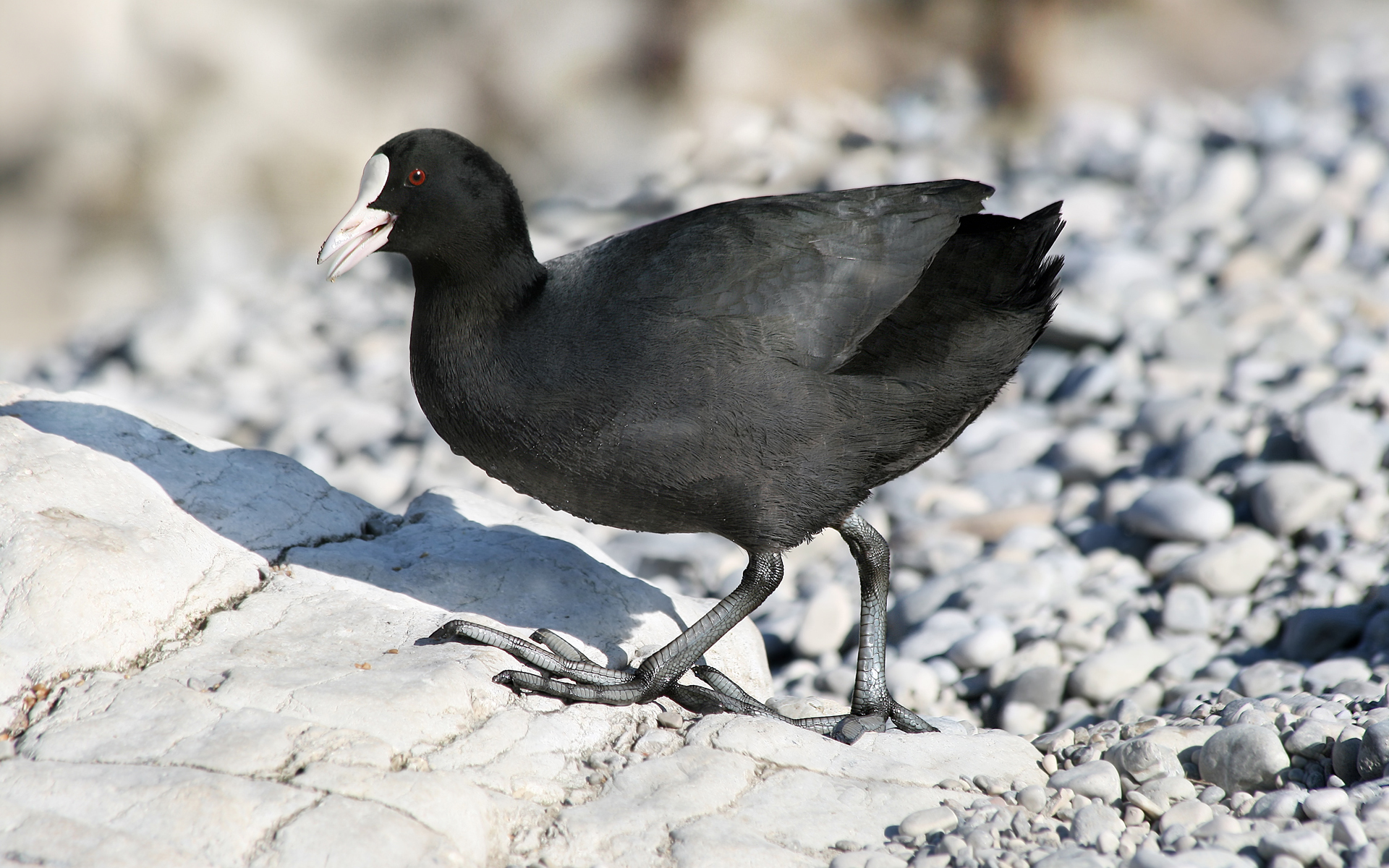
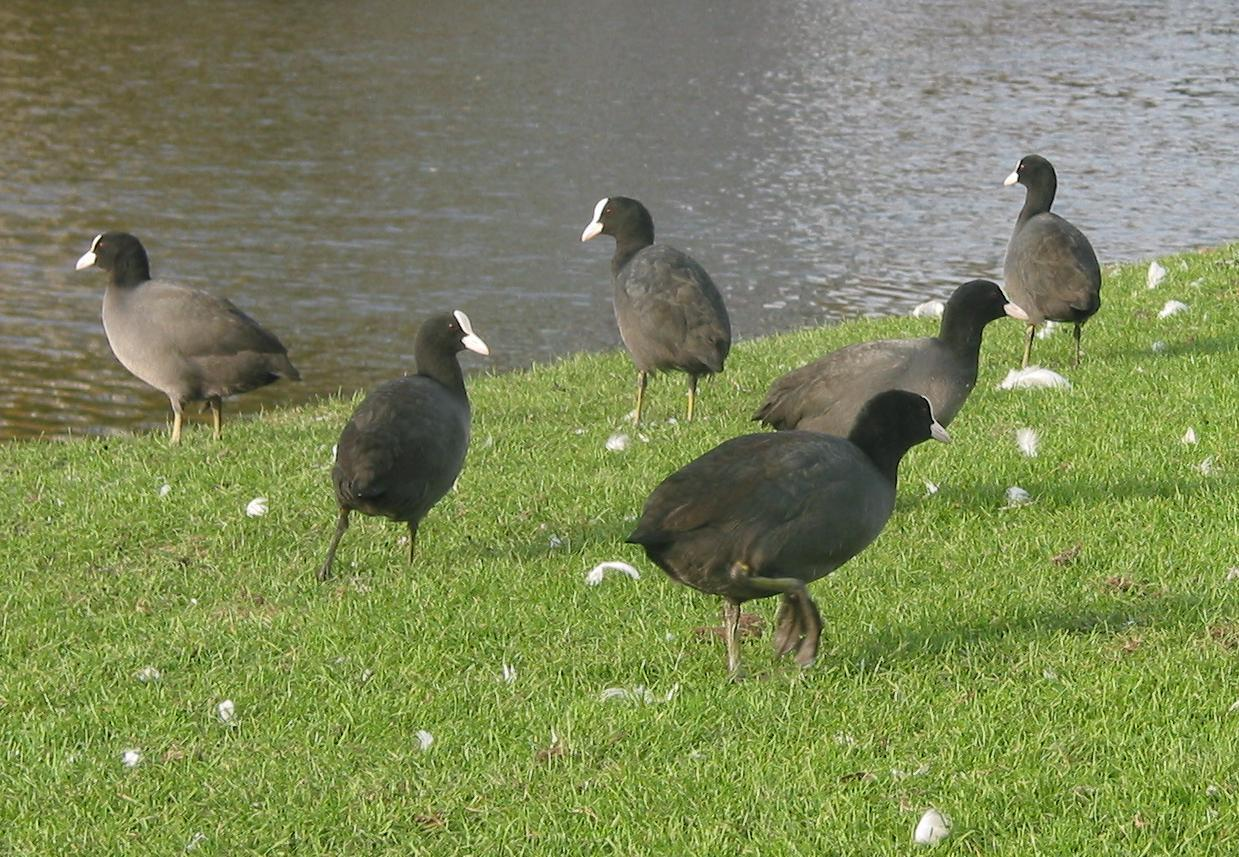
Szárcsák egy amszterdami parkban
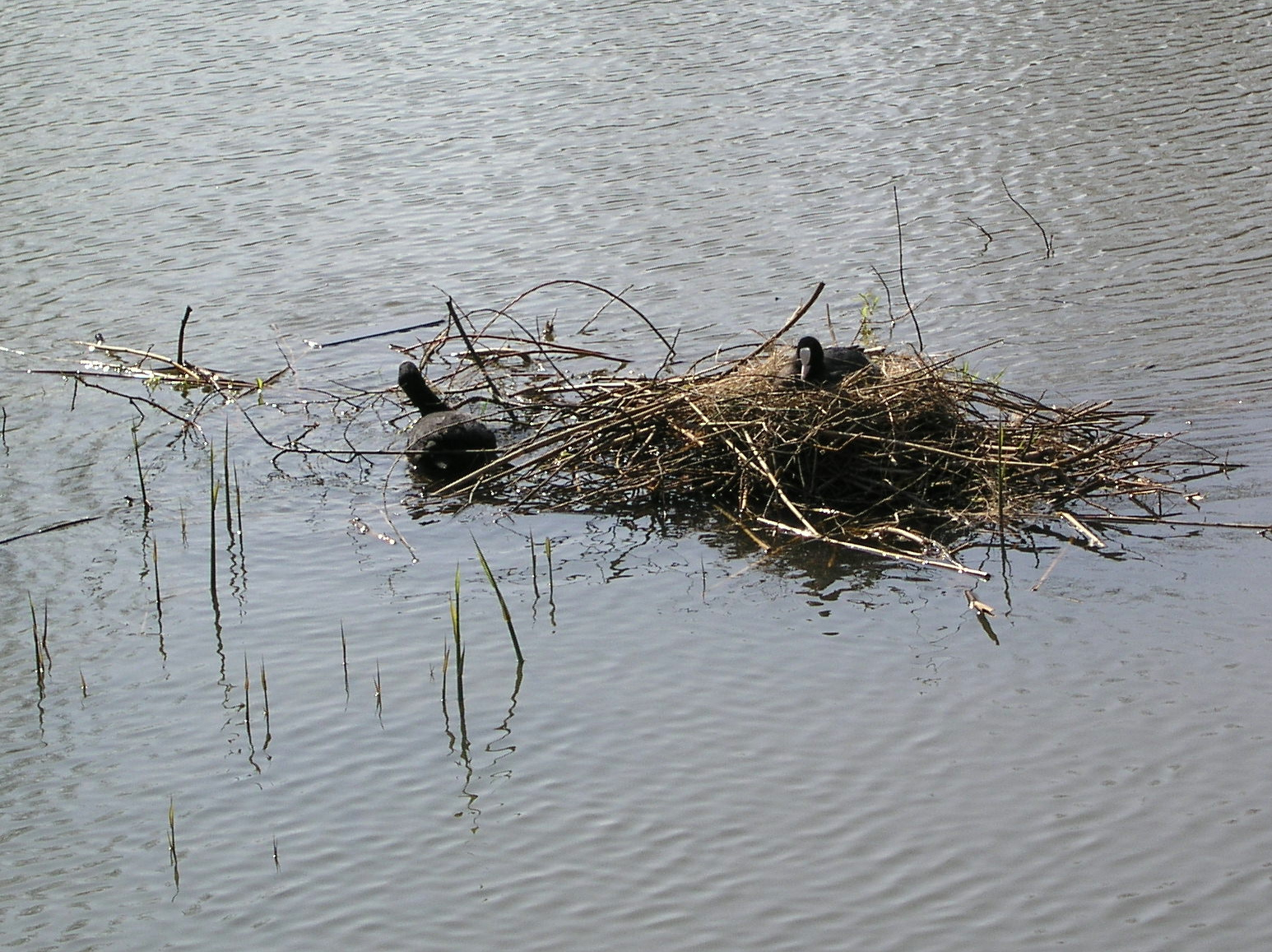
Egy fészek
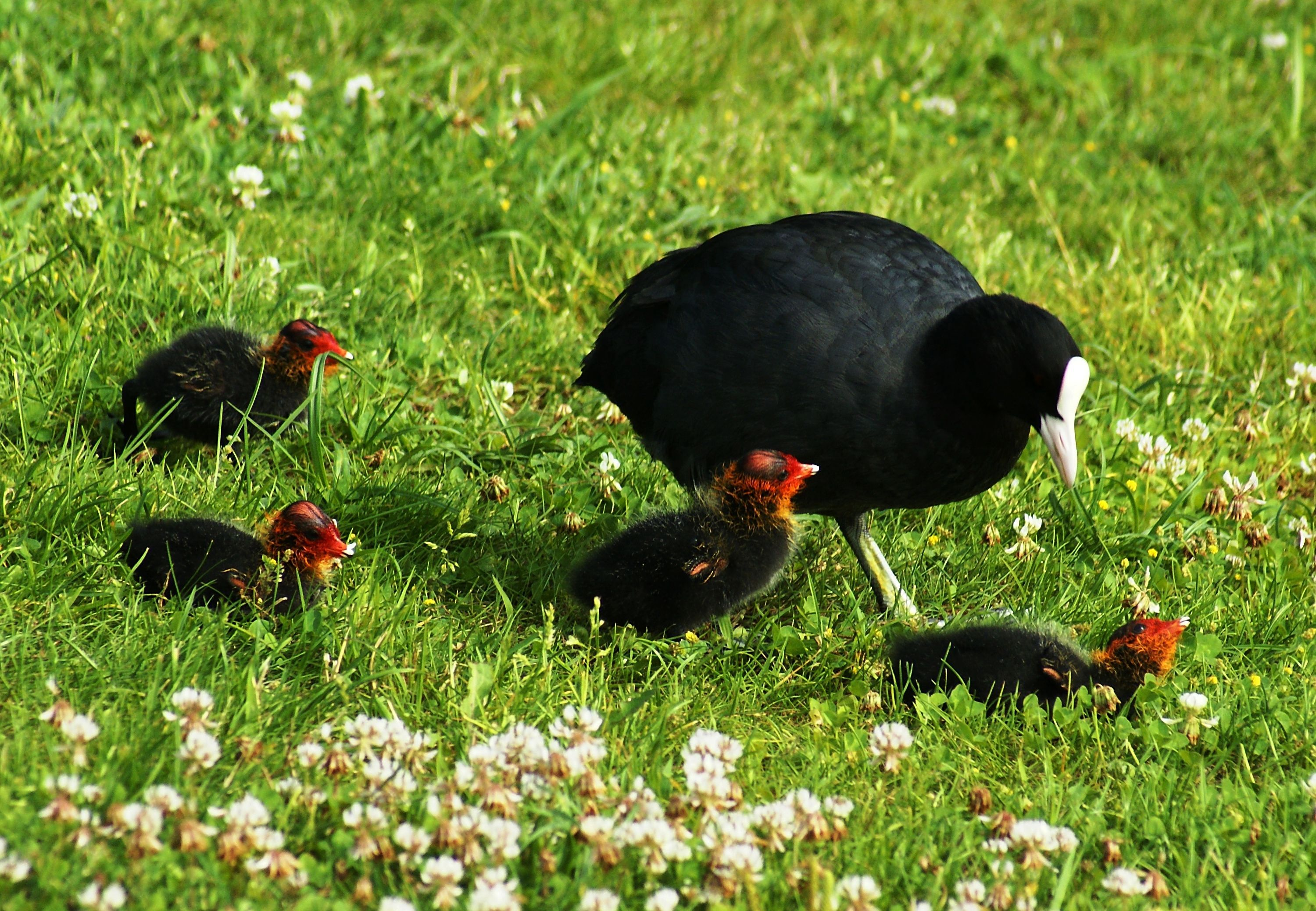
és együtt a család
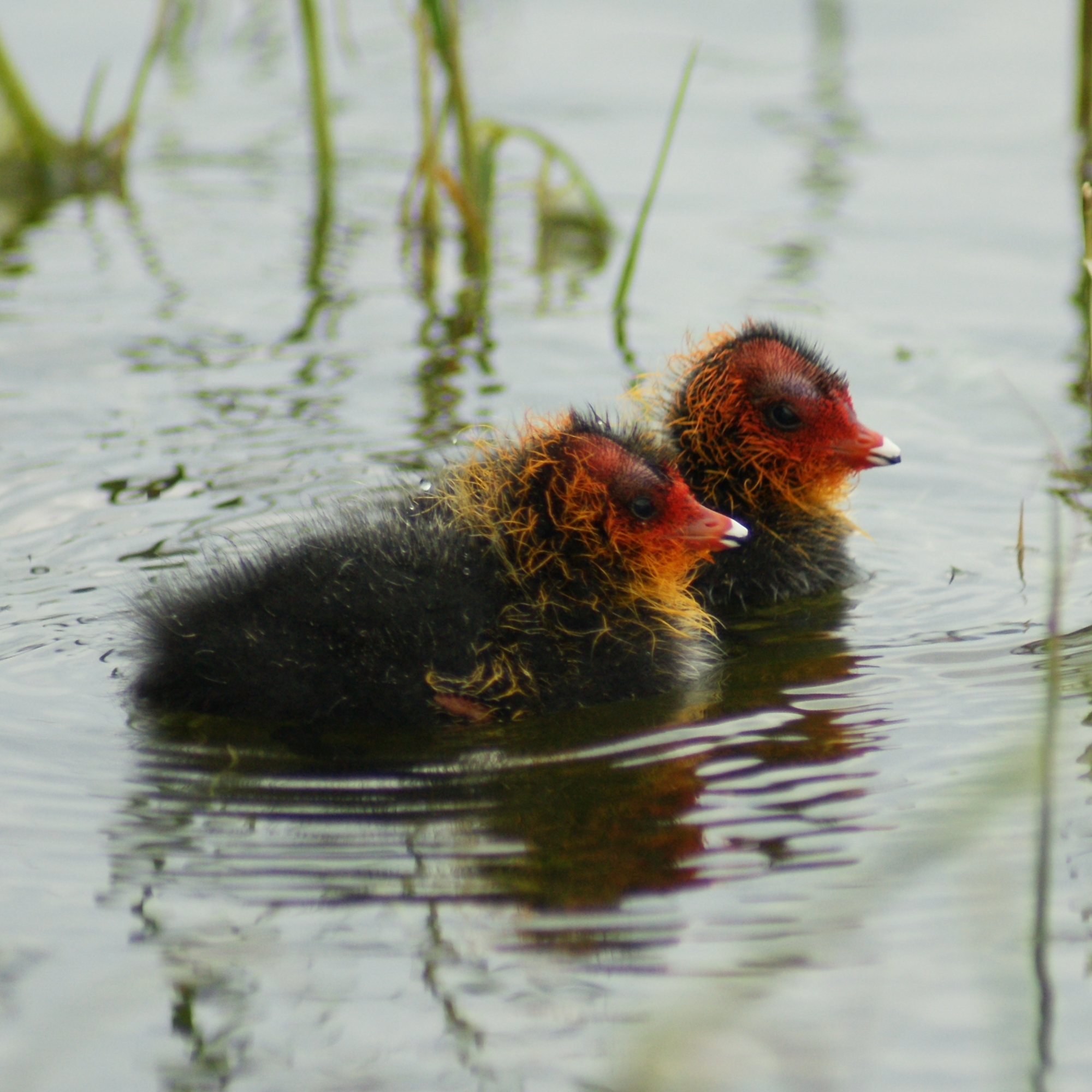
Szárcsafiókák
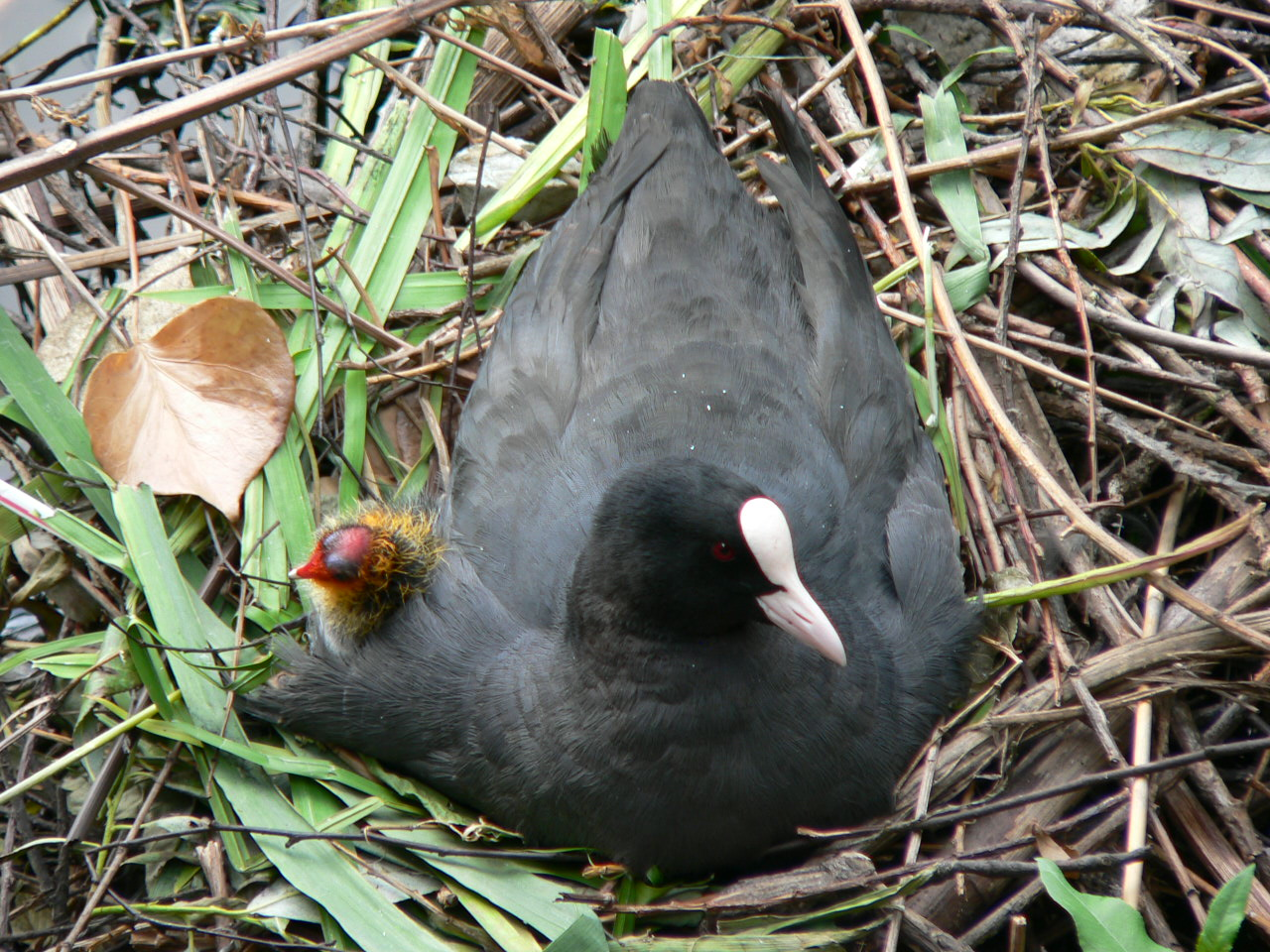
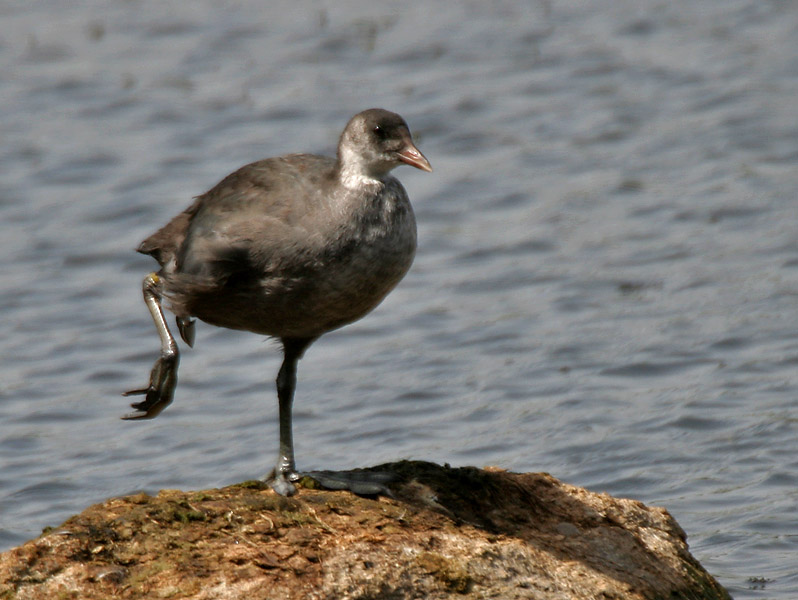
Növendék szárcsa
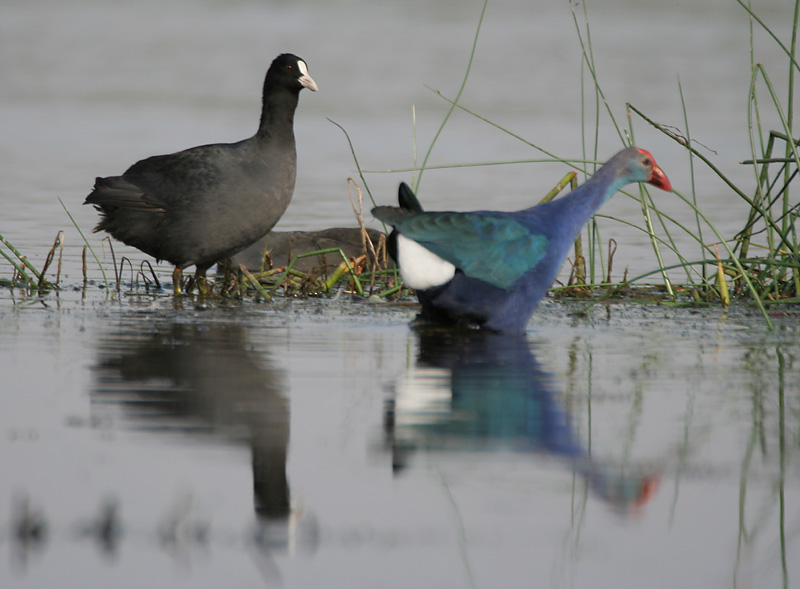
Szárcsa (hátul) és kék fú (elöl)
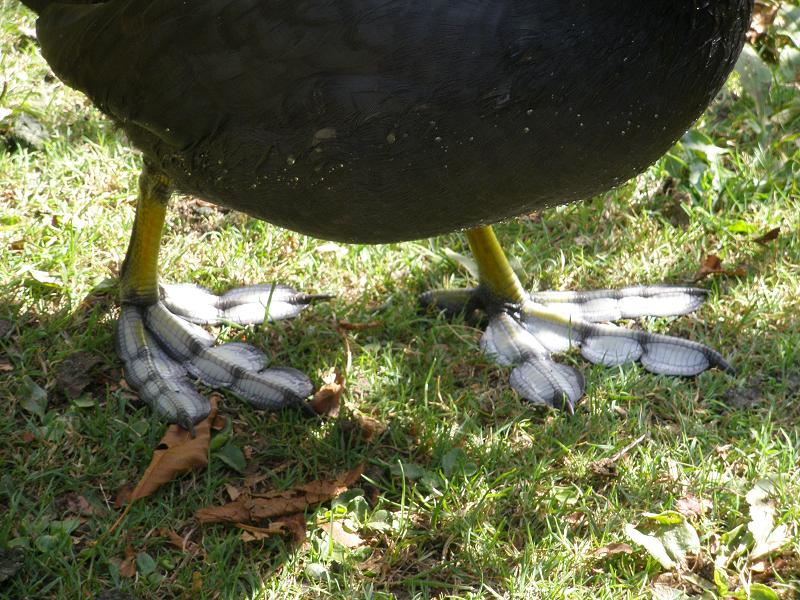
A szárcsa bőrlebenyes ujjai
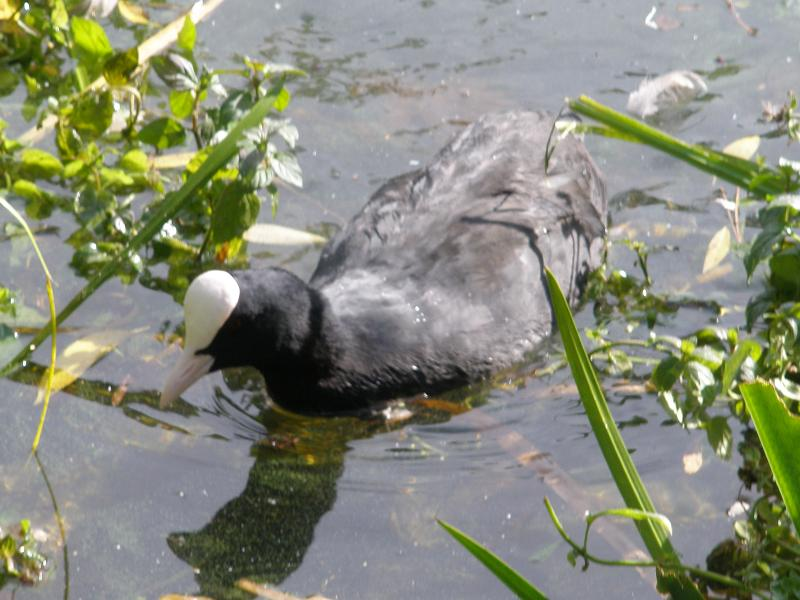
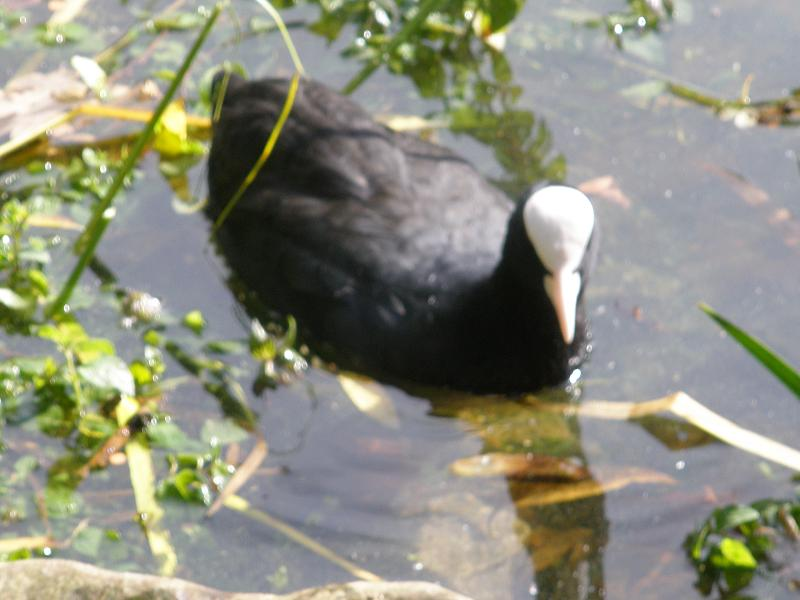
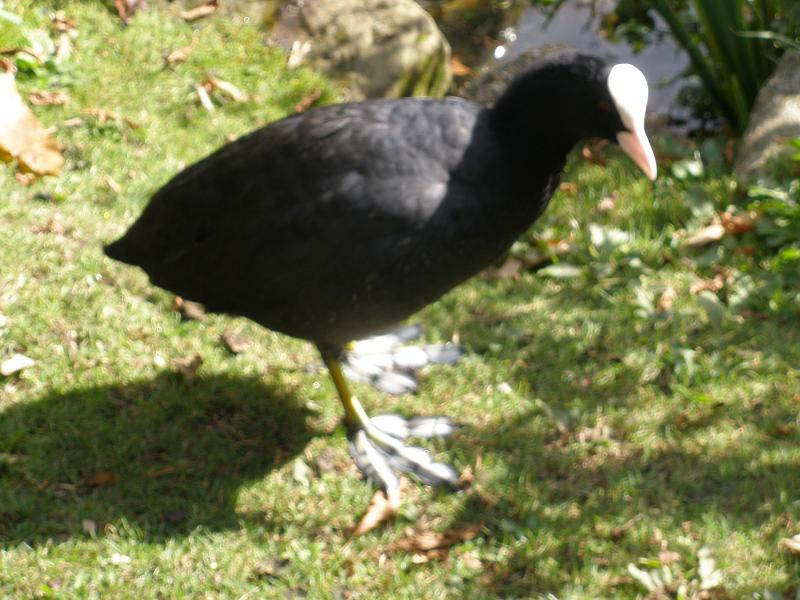
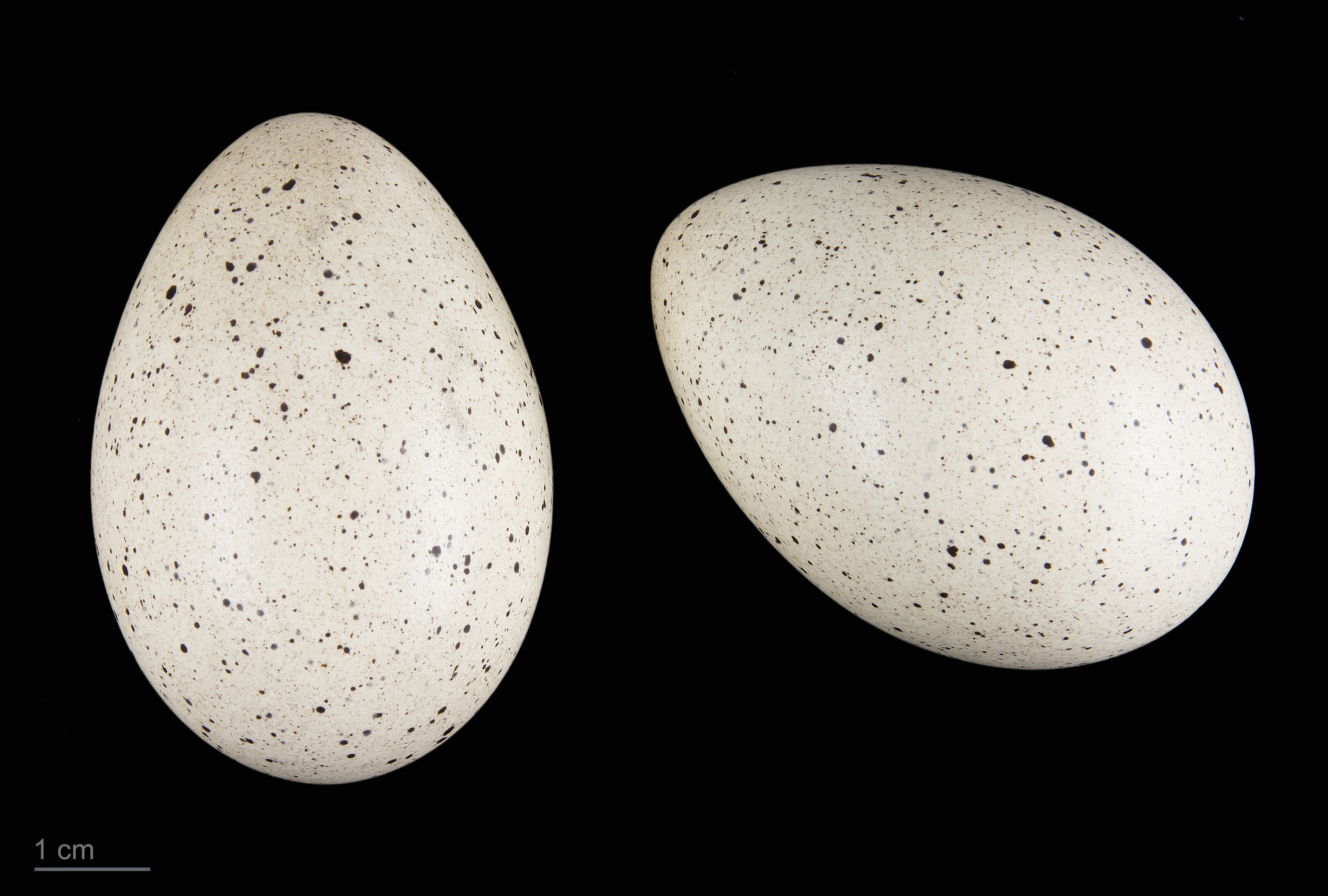
Museum specimen

## Külső hivatkozások
- Képek az interneten a fajról
- Ibc.lynxeds.com - videók a fajról
- Xeno-canto.org - a faj hangja